# Li Yuanhong
Li Yuanhong född 19 oktober 1864, död 3 juni 1928, var en kinesisk general och politiker. Han var Republiken Kinas president 1916-17 och 1922-23.
Li genomgick marinskolan i Tianjin 1884-90 och i deltog som sjöofficer i kriget med Japan 1894-95, var därefter militärinstruktör hos vicekungen Zhang Zhidong, studerade ett par år befästningskonst i Japan, blev därpå 1903 brigad- och 1906 divisionsgeneral med förläggning i Wuchang. Vid revolutionens utbrott där i oktober 1911 fick Li befälet över de upproriska trupperna och tog ledande andel i underhandlingarna med de kejserliga om stillestånd och kejsarens abdikation. 
Li valdes februari 1912 till provisorisk vicepresident och blev chef för generalstaben och förvaltade flera guvernörsämbeten. Han utsågs oktober 1913, sedan en del av författningen antagits, tillordnad vicepresident och kallades 1914 till Peking av Yuan Shikai, som ville ha honom i sin närhet för att övervaka honom. Då Yuan Shikai avlidit i juni 1916, kallades Li ur sin nödtvungna overksamhet till presidentposten.
Han sökte återinföra författningsenliga förhållanden och samarbeta med parlamentet. Vid Zhang Xuns monarkiska kupp i juli 1917 nödgades Li söka skydd hos en utländsk legation. Då republiken efter några dagar återställts, vägrade Li att återtaga presidentposten, och kort därefter bosatte han sig i Tianjin som privatman, sysslande med affärsverksamhet, välgörenhet och skolundervisningens främjande.
Det stora personliga anseende Li åtnjöt gjorde, att man sommaren 1922 trugade honom att åter, dock blott provisoriskt och för kort tid, åtaga sig presidentsysslan. I konflikterna mellan parlamentet och militärpartiet stod han på det förras sida, men det senare organiserade då demonstrationer mot honom och nödgade honom att fly till Tianjin, där han av provinsens guvernör tvangs att nedlägga sitt ämbete den 11 juni 1923.
Han undkom snart till Shanghai, där omkring 200 parlamentsledamöter samlades kring honom, men flertalet övergick snart till marskalk Cao Kun, som därpå 6 oktober samma år valdes till Lis efterträdare.